# Pyrausta cardinalis
Pyrausta cardinalis là một loài bướm đêm trong họ Crambidae.